# Devil's Due Publishing
Devil's Due Publishing ou DDP est un éditeur  américain de bandes dessinées, comics, graphics novels... Il a été créé en 1999 par Joshua Blaylock, à Chicago.

## Auteurs
- Tim Seeley
- Emily Stone
- Courtney Via
- Pat Broderick
- James Kuhoric
- Nick Bradshaw
- Sanford Greene
- Marv Wolfman
- Stefano Caselli
- Sunder Raj
- Jimmy Palmiotti
- Fabien Nury
- John Cassaday
- Don Figueroa
- Sam Wells
- Art Baltazar
- Franco Aureliani
- Mark Powers
- Chris Lie
- Fred Moore
- Rudolf Montemayor
- Rick Remender
- Roberto Carlos
- Tony Shasteen
- R.A. Salvatore
- Wes Dzioba
- Andrew Dabb
- Chuck Dixon
- Dave Ross
- Mike O'Sullivan
- Shawn Mcmanus
- Mark Powers
- Lizzy John
- Sean K. Dove
- Joe Jusko
- Joe Abraham
- Steven E. de Souza
- Todd Livingston
- Kurt Hathaway
- Gerardo Sandoval
- James Raiz
- Rob Armstrong
- Steve Stern
- Ross Andru
- Mike Esposito
- Ron Marz
- Craig Spector
- Whitley Strieber
- Milo Ventimiglia